# Hawker Hunter
Lo Hawker Hunter era un aereo da caccia britannico di seconda generazione impiegato a partire dalla metà degli anni cinquanta.
È stato uno dei migliori jet da caccia della seconda generazione, ma era anche uno dei più recenti, perché giunto in ritardo rispetto agli altri equivalenti come l'F-86 Sabre statunitense e il MiG-15 sovietico.
Prodotto in oltre 1.900 esemplari, venne esportato in decine di nazioni, tra le quali la Svizzera che lo ha equipaggiato addirittura con due missili aria-terra AGM-65 Maverick. Dotato di un turbogetto assiale, di una fusoliera snella e un'ala a freccia moderata ma a larga corda con prese d'aria sul bordo d'attacco, lo Hunter era uno dei più agili e longevi caccia della storia, ma non ha mai avuto missili aria-aria e radar di ricerca nel muso, dove invece vi era un set di quattro cannoni Aden da 30 mm, uno degli armamenti più potenti mai installati su di un aereo da caccia.

## Storia del progetto
Lo sviluppo dello Hunter ha avuto un precursore con il P.1040, che sarebbe poi diventato il Sea Hawk, ordinato dalla Royal Navy dopo il rifiuto della RAF, d'altra parte già servita sia da monoreattori de Havilland DH.100 Vampire e da bireattori Gloster Meteor, e questo pur non essendo né una grossa macchina come il secondo, né con una struttura anticonvenzionale e assai complessa come il primo. In tutto sono stati costruiti 1.972 Hawker Hunter.
Avendo avuto il battesimo dell'aria nel settembre 1947, il Sea Hawk era in sensibile ritardo rispetto alle macchine statunitensi e sovietiche con ali a freccia (e nel primo caso) con un turbogetto assiale. La Hawker aveva bisogno di un salto in avanti notevole per recuperare il "gap" creatosi e mise mano ad un nuovo progetto, che cominciò ad essere sviluppato dalla struttura più avanzata tra quelle concepite dai propri progettisti, ovvero proprio quella del Sea Hawk.
La RAF, a sua volta conscia del rischio di ritrovarsi con una prima linea totalmente superata, emise la specifica F.3/48 per un nuovo caccia transonico. Sydney Camm, autore del progetto dello Hurricane e di altre macchine di successo, conservò le eleganti prese d'aria sul bordo d'attacco alare del disegno basico, e inaugurò la serie di macchine sperimentali con il P.1052, praticamente un Sea Hawk con ali a 35 gradi, decollato per la prima volta nel 1948.
Con la sostituzione degli impennaggi di coda diritti, inefficienti ad alta velocità, con un nuovo disegno che mostrava una marcata freccia, un secondo prototipo, designato P.1081, decollò successivamente, ma oramai era il 19 giugno 1950, all'inizio della guerra di Corea. Oltre al ritardo notevole, il problema si aggravò, quando il 3 aprile successivo cadde il P.1081 con la perdita del pilota. Il problema era dato dai comandi manuali e dall'impennaggio verticale fisso, inadeguati in regime transonico ad impedire la perdita di controllo dell'aereo. Questa tragedia allontanò anche l'interesse dell'Australia, che non sarebbe mai più tornata ad acquistare caccia inglesi, ordinando invece F-86, Dassault Mirage III (francesi) e più avanti gli F-18 (statunitensi). Appena 9 giorni dopo, gli F-86 e i MiG-15 si diedero battaglia in uno dei più grandi scontri aerei della guerra coreana, e la superiorità di tali macchine rispetto ai jet con ali dritte risultò ancora una volta estremamente convincente, malgrado il fatto che a bassa velocità essi erano meno manovrieri. La RAF ordinò come misura d'emergenza 480 F-86.
Il successivo P.1067 aveva alcuni interessanti sviluppi, come il quartetto di cannoni da 20 o 30 mm ventrali. I disegni dell'aereo presentavano originariamente impennaggi a T, presa d'aria frontale ed un motore Rolls-Royce Avon o l'Armstrong-Withworth Sapphire, due nuovi turbogetti a flusso assiale, molto promettenti e di elevata potenza.
Mentre il governo inglese, preoccupato dalla guerra coreana, ordinava 113 aerei, il progetto veniva completato e il prototipo volò già il 20 luglio 1951, pilotato da Neville Duke, al centro sperimentale di Boscombe Down. Aveva il motore Avon, mentre per il Sapphire si sarebbe dovuto aspettare addirittura il 30 novembre 1952. Il caccia ebbe quindi ritardi notevoli nel completamento dello sviluppo, tanto che tra il volo del P.1051 e quello del P.1067 intercorsero circa 3 anni. Ma i guai non finirono con i decolli inaugurali, anche non considerando l'incidente mortale del 3 aprile 1951.
Lo Hunter aveva problemi di controllabilità ad alta velocità e sull'asse longitudinale. Con l'adozione di "denti di cane" sul bordo d'attacco e di servocomandi i problemi vennero risolti. L'Avon aveva vari, ulteriori problemi, con un'inaffidabilità preoccupante nella spinta erogabile. Durante le prove di tiro dei cannoni, i gas di scarico si accumulavano talvolta dietro il cupolino del telemetro radar, che letteralmente saltava per la sovra pressione susseguente. Il peggior problema era la progettazione dell'aerofreno, che inizialmente era sistemato sul dorso alare, ma questo diede instabilità durante le variazioni d'assetto. Alla fine venne sistemato sotto la fusoliera, ma nel frattempo altri preziosi mesi erano trascorsi e piuttosto che coetaneo dell'F-86, lo Hunter lo divenne dell'F-100 Super Sabre.
Malgrado tutti questi problemi iniziali, lo Hunter si perfezionò poco a poco come un'eccellente macchina da guerra, e persino la valutazione dell'USAF del 1952-53 fu positiva, nonostante che il velivolo di riferimento fosse l'F-86E, per via delle ottime prestazioni in picchiata e del potente armamento, tra l'altro sistemato in un contenitore facilmente removibile.
Il Supermarine Swift, concorrente diretto dello Hunter, venne invece criticato per la scarsa manovrabilità e le prestazioni di volo che almeno nella versione iniziale erano tutt'altro che entusiasmanti. Così finalmente la RAF poteva avere un caccia di costruzione nazionale di nuova generazione per la propria prima linea, sia pure con anni di ritardo rispetto a quanto accaduto negli USA e nei paesi del Patto di Varsavia. Nel frattempo molti F-86E erano entrati in servizio negli squadroni inglesi e questo, più che l'eccellenza della macchina americana, dimostrava bene la sofferenza dell'industria inglese postbellica.

## Tecnica

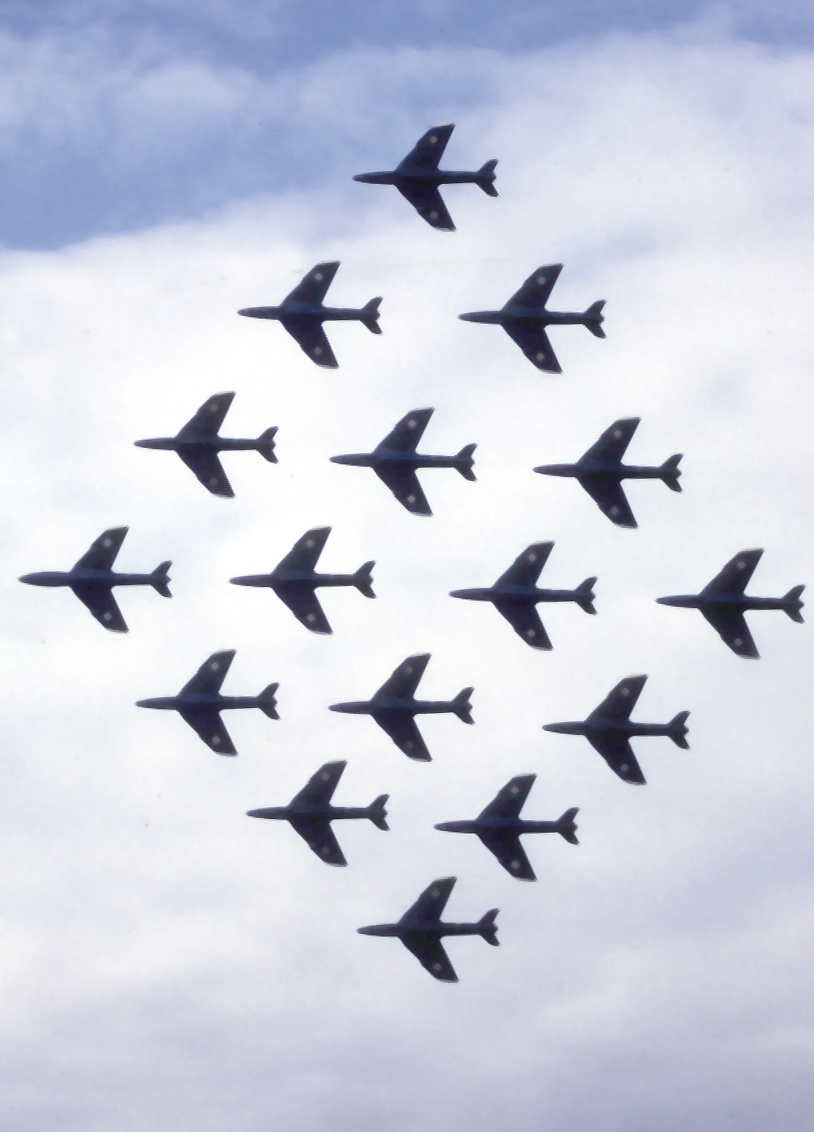
Una formazione di 16 Hunter durante il salone di Farnborough del 1960

La nuova creazione del team di Sydney Camm era un velivolo estremamente armonioso nelle sue forme, con una fusoliera affusolata e un tettuccio basso ed aerodinamico, collegato al dorso della struttura con una leggera gobba ed una costola dorsale accentuata. Le ali erano a freccia media, con una grande superficie grazie ad un'elevata corda; anche lo spessore era notevole.
Le ali avevano anche i cosiddetti "denti di cane" (o "di sega") sul bordo d'attacco, per generare vortici e migliorare le caratteristiche di controllo ad alta velocità. Possedevano una freccia crescente sul bordo d'attacco e un angolo fisso su quello d'uscita, dove erano presenti alettoni ed ipersostentatori.
Nelle ali erano presenti le prese d'aria del motore, annegate alla radice del bordo d'attacco e con una sezione triangolare, serbatoi di carburante (verso il bordo d'attacco) e gli elementi principali del carrello d'atterraggio (dietro i serbatoi). I piani di coda erano praticamente la copia del disegno alare, con gli equilibratori orizzontali posti sulla parte bassa del timone verticale, con un cono aerodinamico per il raccordo sul bordo d'uscita. Presenti superfici servo-comandate, ma non estese all'intera struttura dell'impennaggio, solo alla metà posteriore.
Il motore, Avon o Sapphire, era un turbogetto a flusso assiale, che permetteva un bel disegno aerodinamico ed allungato della fusoliera, ma esigeva molto volume interno, cosicché i circa 1.700 litri di carburante interni dovevano essere ripartiti tra serbatoi dietro l'abitacolo, serbatoi attorno al motore e quelli dietro il bordo d'attacco delle ali.
Il pilota aveva a disposizione un seggiolino eiettabile della Martin-Baker, anche se non ancora di tipo "zero-zero", un buon campo visivo, un telemetro radar nell'aggraziato, piccolo muso.
L'armamento verteva su ben quattro cannoni-revolver Aden da 30 mm, derivati dal Mauser MG 213 del tempo bellico, dotati di circa 500 colpi complessivi e sistemati in un contenitore ventrale abbassabile per il riarmo, come nel caso dei MiG-15. Era questo uno dei primissimi aerei inglesi che usciva dalla tradizione dei cannoni Hispano-Suiza HS.404.
Ulteriori carichi potevano essere trasportati sotto le ali, in quattro piloni d'aggancio, che nel caso dell'FGA Mk.9 potevano comprendere circa 3.000 litri di carburante per i voli di trasferimento, un valore elevato se si pensa che il cherosene interno era di 1.700-1.800 litri, e che dava alla macchina un'autonomia massima di circa 3.000 km, circa il triplo dei modelli iniziali che possedevano solo i 1.550 litri interni. Possibile anche l'aggancio di razzi da 76 mm, bombe da 227–454 kg, razzi multipli da 51 o 68 mm.

## Impiego operativo
I primi aerei della versione Mk.1 avevano un'autonomia tutt'altro che soddisfacente. A causa della nebbia, su un aeroporto dell'Inghilterra meridionale dove era previsto l'atterraggio, 8 Hunter vennero deviati su di un secondo campo di volo, ma la digressione di 19 km causò la perdita per l'esaurimento di carburante di 6 apparecchi, che non erano stati in aria più di 40 minuti. Così lo Hunter Mk.1, con il suo Avon da 3.402 kg di spinta, e l'Mk.2, con il Sapphire da 3.600, vennero presto rimpiazzati sulle unità di prima linea dagli Mk.4-5, con serbatoi alari interni ed esterni, nonché con motori più efficienti. L'Mk.4, con l'Avon, venne dedicato all'attacco e schierato in Germania, mentre l'Mk.5, con il Sapphire, rimase in Gran Bretagna per la difesa aerea.
Ma fu solo con l'Mk.6, dotato di un Avon 200 da ben 4.500 kg di spinta, che la macchina raggiunse la piena maturità. Volò nel 1954, ma solo dopo 2 anni i primi entrarono in servizio, costituendo rapidamente 19 squadron. A causa di un'ennesima lunga messa a punto, solo nel 1957 lo Hunter T Mk.7 biposto venne introdotto in servizio, seguito dall'FGA Mk.9 da attacco al suolo, con razzi e 4 serbatoi ausiliari (due da 1.065 litri e due da 4.551 litri) che ne incrementarono l'autonomia di trasferimento a valori inimmaginabili solo qualche anno prima.
Nel frattempo, centinaia di Hunter vennero esportati in numerosi paesi, che all'inizio del 1983 ne mantenevano in linea ben 550. Tra gli altri, si è già visto come il Benelux avesse acquistato da solo circa 450 macchine Mk.4-6, un quarto dell'intera produzione, marcando così una netta differenza, assieme alla Francia, tra le nazioni NATO che in genere si affidavano ad un certo momento solo a prodotti americani in conto FMS. Ma questi non furono che i primi utenti esteri, almeno per quantità. Versioni "ad hoc" vennero studiate per decine di paesi esteri, e vertevano essenzialmente sui modelli Mk.4,6,7,9,10.
Tra le macchine simili all'F Mk.4:
- Svezia: l'Mk.50 venne ordinato in 120 esemplari, e militò assieme ai Saab 29 Tunnan, di cui era sensibilmente più avanzato.
- Danimarca:30 Mk.51, oltre a due Mk.53 biposto
- Perù: 14 Mk.52

Per quelle simili all'Mk.6:
- India: 160 Mk.56
- Svizzera: 152 Mk.58-58 A.

Simili all'Mk.9:
- Iraq: 42 Mk.59
- Libano: 10 Mk.70
- Cile: 28 Mk.71
- Giordania: 21 FGA Mk.73
- Singapore: 34 Mk.74

Piccole quantità di caccia-ricognitori simili all'Mk.10 e addestratori derivati dal T Mk.7 vennero inoltre esportati in numerosi paesi, spesso in piccole quantità: Kenya, Emirati Arabi Uniti, Kuwait, Svizzera ed altri ancora, così i circa 1900 Hunter realizzati, (circa 400 ex-RAF vennero ceduti a clienti esteri durante gli anni sessanta e settanta, aumentando ancora la confusione su quali versioni e quali clienti ne beneficiarono) sono ad un certo punto diventati obliqui, malgrado il non elevatissimo numero di esemplari prodotti.
Inevitabilmente, questi velivoli hanno anche combattuto numerose guerre. Nel 1967 gli Hunter presero parte alla guerra dei sei giorni, ed uno giordano abbatté uno dei soli quattro Mirage persi in duello aereo dalle forze aeree israeliane. Altri colpirono ulteriori caccia israeliani, tanto che essi sono considerati in quel conflitto al secondo posto tra i caccia arabi per efficienza aria-aria, dietro solo ai MiG-21. Vennero impiegati dai golpisti cileni di Pinochet l'11 settembre 1973, con bombe incendiarie, per distruggere il Palacio de la Moneda dove aveva sede il governo democratico di Salvador Allende; vennero poi adoperati sia dalla Giordania che dall'Iraq.

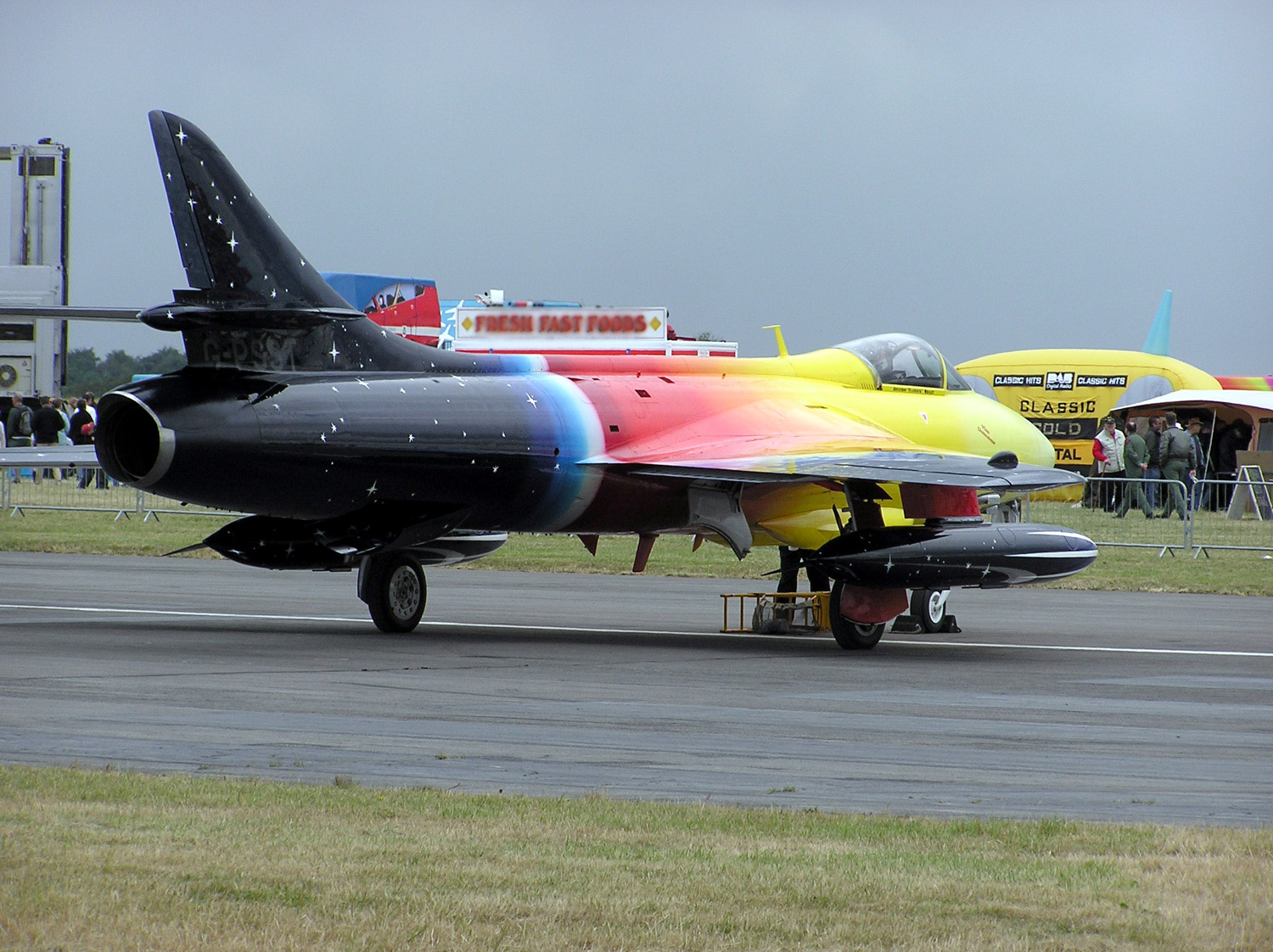
Uno Hawker Hunter privato fotografato nel 2004

Gli inglesi stessi hanno fatto largamente uso degli Hunter, cominciando dalla guerra arabo-occidentale del 1956, quando si schierarono con Israele; successivamente hanno continuato l'impiego in regioni dove era necessario contrastare la guerriglia. Nel 1961 giunsero rapidamente anche in territorio kuwaitiano, per scoraggiare la minaccia posta dagli iracheni che rivendicavano come 25ª provincia del loro Stato il piccolo principato del Golfo. Tale problema, originato primariamente dalle scelte post-colonialiste occidentali, si sarebbe poi riproposto nei decenni successivi.
L'India ha impiegato gli Hunter contro i pakistani sia nella guerra del 1965 che nella guerra del 1971; 118 Hunter erano presenti nel 1965, e vennero estensivamente usati come macchine d'attacco al suolo e, più limitatamente, come caccia. Il caso più impressionante si verificò quando, nel difendere una base aerea pakistana, quella di Sarghota, un F-86 pilotato dal capitano Alam, (praticamente un eroe nazionale in Pakistan) abbatté uno Hunter con un Sidewinder e poi gli altri 5 con le mitragliatrici. Anche se più tardi venne appurato che gli Hunter persi erano "solo" 2 con un possibile terzo, la cosa fece effetto, specie se si considera quanto difficile fosse abbattere un singolo MiG-15 con tutte le munizioni dell'F-86.
La causa più verosimile della vulnerabilità dimostrata dai robusti Hunter è quella della presenza del serbatoio sistemato attorno al motore. In effetti, nessuno si aspettava che gli Hunter si dimostrassero inferiori agli F-86. Un totale di 19 Hunter abbattuti venne reclamato dai piloti pakistani su F-86, poi ridotto a 12. Ancora nel 1971 i pakistani si attribuirono la distruzione (con tutte le armi, e forse anche con attacchi sugli aeroporti) di ben 32 Hunter, ma le loro affermazioni si sono dimostrate, come anche quelle indiane, assai sovrastimate.
Gli Hunter sono noti anche per aver partecipato al golpe di Pinochet del settembre 1973. La loro bella sagoma compare sinistramente nelle immagini che rimangono di quella giornata tragica in cui i militari presero il controllo del paese nella maniera più violenta: iniziando con il bombardamento della sede del governo di Salvador Allende.
Una nota particolare per la Svizzera, che non ha usato bellicamente i propri apparecchi ma li ha potenziati in maniera consistente, è l'adozione di due missili aria-terra AGM-65 Maverick subalari, che si aggiungevano a 16 razzi da 80 mm SURA e quattro cannoni da 30 mm Aden, oltre a spazio per due serbatoi da 450 litri (quelli da 1.000 vennero usati per le missioni di trasferimento, generalmente). Gli aerei sono stati tenuti in rifugi corazzati ed usati spesso su autostrade per diminuire la loro vulnerabilità, e vennero ritirati dal servizio solo all'inizio degli anni novanta.

## Conclusioni
Lo Hunter è stato il più evoluto ma anche quello più in ritardo tra i caccia della sua generazione. Ha avuto il pregio di possedere degli eccellenti motori, un armamento poderoso, una struttura semplice ma robusta e duratura come poche altre. Malgrado la sua robustezza, possedeva anche un'armonia estetica che lo rende senza dubbio uno dei più belli aerei da combattimento mai realizzati, e certamente tra quelli della sua epoca.
Il suo muso, privo dell'ingombro delle prese d'aria, era gradevole e arrotondato. L'abitacolo era sufficientemente ben fornito di visibilità. Le qualità di manovra, nonostante l'inizio problematico, erano assolutamente impeccabili, a parte una certa instabilità a velocità transonica, e lo hanno fatto definire da piloti collaudatori inglesi come una macchina "per pivelli" data la sua semplicità e l'assenza di vizi di volo. Altri hanno aggiunto che "è bello per quanto vola bene", con riferimento alla sua armonia di forme che si addiceva anche alla distribuzione delle masse e degli sforzi sui comandi.
Il limite principale dello Hunter è stato il ritardo con cui è entrato in servizio, praticamente 5 anni dopo i progetti USA e sovietici, addirittura in contemporanea con i primi supersonici quali l'F-100. Un altro limite, più difficile da capire, è stato quello che lo ha visto sempre privo di un radar di ricerca aerea, nonostante il muso fosse libero da prese d'aria. Persino nei MiG-15 si era riusciti a sistemare un radar di ricerca, ma sullo Hunter no.
Un altro problema è stato dato dal fatto che gli inglesi non avevano missili Sidewinder e forse anche per questo, con le loro armi tanto pesanti e complesse, come i Firestreak, non vi adattarono gli Hunter, che vennero usati solo in esperimenti con i missili Fairey Fireflash. Eppure almeno i clienti esteri, così numerosi, avrebbero ben potuto sfruttare l'elevata capacità di carico del velivolo per alloggiarvi 2-4 Sidewinder o anche gli AA-2 Atoll, ma nulla di questo è accaduto.
Persino negli anni ottanta, quando esistevano addestratori armati come gli Aermacchi MB-326K teoricamente (ma non in pratica) armati di missili come gli R550, gli Hunter ne sono rimasti privi, scadendo così immeritatamente dal novero di caccia dotati di efficaci capacità aria-aria, mentre gli F-86 pakistani che li incontrarono già nel 1965 erano stati in parte modificati con gli AIM-9B, un forte elemento del successo aereo che ottennero. Per contro gli svizzeri li hanno modificati con i ben più impegnativi AGM-65, da oltre 210 kg, e bisognosi di uno schermo TV in cabina per l'acquisizione dei bersagli e armati con missili Sidewinder.

## Versioni
- F Mk.1: primo lotto di produzione, Avon Mk 107/113, 15.55l kg di carburante; 139 esemplari prodotti.
- F Mk.2: simile al precedente ma con il Sapphire Mk.101, 45 macchine prodotte.
- Mk.3: il primo prototipo venne modificato per la conquista del primato di velocità con l'Avon RA7 dotato di postbruciatore, che consentiva una spinta di 4.355 kg, mentre il muso era stato ridisegnato in maniera tale da renderlo appuntito. Il primato venne ottenuto con 1.164 km/h il 3 settembre 1953.
- F Mk.4: la prima versione "matura" dell'aereo, con 1.864 litri di carburante interno, motore Avon 115/121 e in seguito predisposizione per carichi subalari. Costruiti 365 esemplari per la RAF, 96 per i Paesi Bassi e 114 per il Belgio.
- F Mk.5: simile al precedente, ma ancora una volta si differenziava per il Sapphire Mk.101. Solo 105 prodotti.
- F Mk.6: motore Rolls-Royce Avon Mk 203/207, carburante per 1.777 litri, quattro piloni per armi come sull'Mk 4. Ben 383 esemplari per la RAF, 93 per l'Olanda e 144 per il Belgio.
- T Mk.7: addestratore con posti curiosamente affiancati, basato sull'Mk.4: 28 di questi ultimi erano stati convertiti con il muso del T Mk.7, 45 di nuova produzione, altri 20 per l'Olanda.
- T Mk.8: lo Hunter venne usato anche come addestratore avanzato dalla Royal Navy, e circa 31 Mk.4 vennero convertiti, oltre a 10 di nuova costruzione, in maniera simile all T Mk.7 ma con gancio d'arresto ed altre particolarità.
- FGA Mk.9: trasformazione di Mk.6 in aerei specializzati per l'attacco, con punti d'aggancio supplementari, paracadute-freno in coda ed altro ancora; questo modello si distingue dalle altre versioni per la presenza di una protuberanza in corrispondenza della parte superiore dell'ugello di scarico del motore. 126 macchine costruite.
- FGA Mk.10: simile al precedente, ma con il telemetro radar sostituito da tre macchine fotografiche.
- GA Mk.11, 12, Pr Mk.11: modelli per la Royal Navy simili ai precedenti, ma con funzioni di addestramento, privi di armi. 41 esemplari costruiti da F Mk.4.
- Mk.50-81: modelli per l'export, in seguito descritti.

## Utilizzatori

### Civili
Stati Uniti
- ATAC

16 tra Hunter F.58 e Hunter Mk.68 ex Schweizer Luftwaffe ricevuti, 10 in servizio al febbraio 2021.

### Militari
Arabia Saudita
 Belgio
- Composante air

112 Hunter F.4 e 144 Hunter F.6 ricevuti.
 Cile
- Fuerza Aérea de Chile

28 FGA Mk.71 e 6 FR Mk.71A ordinati in tre lotti. Il primo, di quindici velivoli, fu consegnato tra il settembre 1966 e giugno 1968, il secondo, di nove velivoli, tra il dicembre 1970 e settembre 1971 e il terzo, di quattro velivoli, tra il settembre 1973 e gennaio 1974. 7 T.Mk.72 biposto consegnati. Ulteriori 12 FGA Mk.9 ex RAF consegnati ed utilizzati per fornire pezzi di ricambio.
 Danimarca
 Emirati Arabi Uniti
 Giordania
 Iraq
 India
 Kenya
 Kuwait
 Libano
- Lebanese Air Force

19 tra F.Mk. 76 e T.Mk.66 consegnati nel 1959. 7 tra monoposto Hunter F.Mk. 70 e biposto Hunter T.Mk.66 rimessi in servizio dal 1990 al 2011. 5 esemplari sono stati messi in vendita nel luglio 2020, mentre due conservati in un museo.
 Paesi Bassi
 Oman
 Perù
- Fuerza Aérea del Perú

 Qatar
- Qatar Emiri Air Force

3 esemplari in servizio tra il 1971 ed il 1981.
 Regno Unito
- Royal Air Force

 Rhodesia
- Royal Rhodesian Air Force

 Singapore
- Republic of Singapore Air Force

 Somalia
- Aeronautica militare somala

 Svezia
- Svenska flygvapnet

 Svizzera
- Schweizer Luftwaffe

100 F.58 in servizio dal 1958 al 1994, 52 F.58A in servizio dal 1971 al 1994 e 8 T.68 in servizio dal 1973 al 1994. 16 tra Hunter F.58 e Hunter Mk.68 ceduti alla compagnia privata statunitense ATAC.
 Zimbabwe

### Pubblicazioni
- Giuseppe Ciampaglia, «L'Hawker Hunter ultimo caccia dell'Impero britannico», Rivista Italiana Difesa, marzo 2011.